# 锺素敏
锺素敏（英語：Janice Choong Soo Meen，1991年12月4日—），生於馬來西亞雪兰莪州，於Astro國際華裔小姐競選2015奪得冠軍、完美體態小姐，曾參加2016年國際中華小姐競選。

## 曾參選選美活動
- 2015年Astro國際華裔小姐競選（冠軍）[1]